# Мокир, Джоэль
Джоэль Мокир (англ. Joel Mokyr; род. 26 июля 1946, Лейден) — американо-израильский историк экономики. Доктор философии (1974), профессор Северо-Западного и Тель-Авивского университетов. Лауреат премий Хейнекена (2006) и Бальцана (2015).
Clarivate Citation Laureate (2021).

## Биография
Родился в семье голландских евреев, переживших Холокост. Его отец умер, когда Джоэлю исполнился год; воспитывался матерью в Хайфе.
В 1968 году получил степень бакалавра в области истории и экономики в Еврейском университете. Получил степени магистра (1972) и доктора философии (1974) в Йельском университете.
В 1974 году начал преподавать в Северо-западном университете. Ныне там профессор экономики и истории, а также профессор школы экономики Тель-Авивского университета.
Избирался президентом Ассоциации экономической истории.
Женат, две дочери.
Премии
- Премия Шумпетера (1990)
- Премия Хейнекена в номинации «История» (2006)
- Премия Бальцана (2015)
- Allan Sharlin Memorial Book Award (2018)[4]

## Переводы на русский язык
- Меркантилизм, Просвещение и Промышленная революция // Экономический вестник Ростовского государственного университета, 2006, № 1. — С. 7-31.
- Европейское Просвещение, промышленная революция и экономический рост // Прогнозис, 2008, № 2 (14). — С. 73-96.
- Культура, институты и экономический рост // Научные исследования экономического факультета. Электронный журнал экономического факультета МГУ имени М. В. Ломоносова. 2011. Т. 3. № 2. С. 34—83.
- Дары Афины. Исторические истоки экономики знаний = The Gifts of Athena: Historical Origins of the Knowledge Economy. — М.: Издательство Института Гайдара, 2012. — 408 с.
- Рычаг богатства. Технологическая креативность и экономический прогресс = The Lever of Riches: Technological Creativity and Economic Progress. — М.: Издательство Института Гайдара, 2014. — 504 с.
- Просвещённая экономика. Великобритания и промышленная революция 1700—1850 гг. = The Enlightened Economy: An Economic History of Britain 1700—1850. — М.: Издательство Института Гайдара, 2017. — 792 с.
- Почему Европа стала такой богатой ИноСМИ (26.12.2017)